# Amir Belaïli
Amir Belaïli (en arabe : أمير بلايلي) est un footballeur algérien né le 10 février 1991 à El Khroub. Il évolue au CS Constantine. Défenseur polyvalent, il peut évoluer au poste de latéral droit ou en défense central.

## Biographie
Amir Belaïli dispute plus de 100 matchs en première division algérienne.

## Carrière
| Saison    | Équipe          | Championnat | Min  | Matchs | Tit | Rempl | Buts |
| 2018-2019 | JSKabylie       | Division 1  |      |        |     |       |      |
| --------- | --------------- | ----------- | ---- | ------ | --- | ----- | ---- |
| 2017-2018 | CR Belouizdad   | Division 1  | 180  | 2      | 2   | 0     | 0    |
| 2016-2017 | CR Belouizdad   | Division 1  | 2190 | 27     | 25  | 2     | 2    |
| 2015-2016 | CR Belouizdad   | Division 1  | 1980 | 22     | 22  | 0     | 0    |
| 2013-2014 | CRB Aïn Fakroun | Division 1  | 2087 | 26     | 23  | 3     | 1    |
| 2011-2012 | AS Khroub       | Division 1  | 890  | 20     | 8   | 12    | 4    |
| 2010-2011 | AS Khroub       | Division 1  | 578  | 8      | 5   | 3     | 0    |
| Total     | Total           | Total       | 7905 | 105    | 85  | 20    | 7    |

## Palmarès
- Vainqueur de la Coupe d'Algérie en 2017 avec le Chabab Riadhi Belouizdad